# Plymouth Belvedere
Plymouth Belvedere - це серія американських автомобілів, що виготовлялись корпорацією Chrysler з 1954 по 1970 роки, які продавалися під торговою маркою Plymouth.
Ім’я Belvedere вперше було використано для нового стилю кузова на вершині Plymouth Cranbrook на 1951 модельний рік. У 1954 році Belvedere замінив Cranbrook і став повноцінною модельною лінією з седанами, фургонами та кабріолетами. Бельведер продовжував продаватись як повнорозмірний автомобіль Плімута до 1965 року, коли він став проміжним, і після 1970 модельного року його замінили на Plymouth Satellite, ім'я, яке спочатку використовувалося для найвищого рівня Белведер.